# Bolxoi Tatoix
Bolxoi Tatoix (en rus: Большой Татош) és un poble de l'óblast de Tomsk, a Rússia, que el 2015 tenia 49 habitants.